# Голубой сомик-анцистр
Голубо́й со́мик-анци́стр, или анци́струс обыкнове́нный (лат. Ancistrus dolichopterus) — один из наиболее распространённых видов семейства кольчужных сомов (Loricariidae), аквариумная рыбка. В природе обитает в Южной Америке, в бассейне реки Амазонки (Гайана, Бразилия, Перу), в реках с быстрым течением.

## Внешний вид
У сомиков-анцистров сплющенное плоское тело, полностью покрытое многоугольными костными пластинками. На туловище имеется пара грудных и пара брюшных плавников. Особо примечателен округлый нижний рот и вытянутые губы с роговидными присосками, благодаря которым рыбы хорошо удерживаются на сильном течении и могут жить в быстротекущих водах, присасываясь к камням и корягам. На ротовой присоске имеются роговые бугорки (иногда называемые «тёркой»), предназначенные для соскребания различных растительных и животных обрастаний с поверхности растений, камней и других предметов. В природных условиях это основной источник их питания.
Анцистры являются одними из самых небольших аквариумных сомов: их размеры колеблются от 8 до 15 сантиметров, но обычно длина даже у самцов не превышает 13 см
Тело взрослых рыб тёмно-коричневого, реже сероватого цвета (в покровной окраске также могут присутствовать пятна более светлых оттенков) с беспорядочно разбросанными мелкими светлыми точками, сливающимися на плавниках в штрихи. Нижняя, брюшная, сторона немного светлее спинной. Плавники голубоватые, реже чёрные, на спинном и хвостовом плавниках четко выделяются ряды тёмных пятен, а на брюшных и грудных плавниках — более расплывчатые пятна серовато-голубого или оливкового цвета.
Вот как описывает один из аквариумистов-любителей своё первое знакомство с ними:

…Он погасил яркий свет, и через несколько минут на гладкой поверхности камней показались плоскоголовые небольшие рыбки с огромными животами. Их сжатое тело было словно придавлено ко дну аквариума. Скачкообразно, по странному маршруту, они перемещались с камня на камень, по корягам, крупному грунту, фильтрам, эрлифтным трубкам. Когда рыбки добрались до переднего стекла аквариума и все устремились к поверхности воды, стали заметны их нижние выдвижные присоскообразные рты с толстыми губами. Рот то открывался, то закрывался.— К. Карабач, «Усердный чистильщик»
Половой диморфизм
Достаточно четкие половые различия наблюдаются у сомиков-анцистров примерно с возраста 12—15 месяцев. Самки, как правило, крупнее, длиннее и стройнее самцов, тело их выше, плавники более длинные и острые.
Следует особо отметить характерную только для самцов деталь — на голове вокруг верхней челюсти имеются попарно расположенные кожные наросты («усы»), которые у старых особей достигают полутора—двух сантиметров и даже ветвятся. У самок отростки на протяжении всей жизни развиты мало и почти незаметны.

## Условия содержания
В природе обитает в Южной Америке, особенно часто встречается в бассейне реки Амазонки. В местах обитания сомов семейства лорикариевых вода большую часть года имеет следующие параметры: жёсткость — 4—5 °dH, кислотность (рН) — около 6. Течение относительно быстрое, вода богата кислородом.
При содержании в аквариуме оптимальными условиями являются: температура воды — около 22 °C, жесткость — до 20—25 °dH, рН — в интервале 6,5—7,5. Требуется, как минимум, еженедельная подмена 1/4 старой воды на свежую. Натуральная коряга - обязательный элемент аквариума с анциструсом. Она обеспечивает здоровье кишечника анциструсов. Также коряга служит поверхностью для развития полезных бактерий, понижает уровень pH. Правильное подготовление коряги для аквариума, чтобы коряга никак не навредила его жителям, - достаточно сложный процесс. Хорошим вариантом станут твердые породы деревьев.
При содержании сомиков-анцистров в аквариуме важно поддерживать правильный световой режим, состоящий из двух ровных по времени фаз — темной и светлой. Между этими фазами по возможности следует создавать период сумеречного освещения (около 30—40 минут) — в это время сомы наиболее активны. Для этого подойдет лампа накаливания небольшой мощности (около 25 ватт), свет которой направляют под прямым углом к стенке аквариума.
Анцистры предпочитают затенённые участки, что следует учитывать при оформлении аквариума.
В аквариуме эти рыбы находятся в постоянном движении (большую часть времени сомики-анцистры выискивают на дне остатки живой и растительной пищи). Любят находиться в зоне течения, создаваемого помпами аквариумных фильтров. Важно помнить, что они могут попасть в фильтр и погибнуть там, поэтому рекомендуется поднимать выходную трубку на несколько большем расстоянии от дна, либо закрывать её сеткой.
К новым условиям эти сомы приспосабливаются довольно быстро, причём быстрее адаптируются молодые рыбки в возрасте 2—6 месяцев. Приобретая мальков, следует узнать, при каких условиях их содержали, чем кормили. Первую неделю на новом месте корм и гидрохимический режим лучше оставить без изменений.
Анцистры, как и большинство других сомов, принадлежат к категории ревирных рыб — самцы имеют склонность к овладению определённой территорией и отстаиванию её неприкосновенности. Несколько самцов можно содержать в одном аквариуме только если это позволяют размеры дна и имеется большое количество различных укрытий
Совместимость с другими видами рыб.
Сомики-анцистры ведут себя миролюбиво. При нерегулярном питании становятся агрессивными и плотоядными. При отсутствии в общем аквариуме хищных рыб они даже могут в нём размножаться. Размножение в укрытиях возможно и при совместном содержании с хищными рыбами, но тогда хищные рыбы будут поедать весь выводок или большинство мальков.

## Питание
Анцистры — очень прожорливые рыбы. Нижнее расположение рта, строение губ и зубов позволяют им конкурировать со многими другими обитателями водоёма. В поисках пищи они могут забираться в самые труднодоступные места, поэтому некоторые аквариумисты используют эти качества анцистров для их ловли:

Беру баночку, верх закрываю полиэтиленовой пленкой, протыкаю в ней пальцем небольшую дырку, кладу внутрь любимый анциструсами шпинат — и ловушка готова. Если их до этого 3—4 дня шпинатом не кормить, то они мгновенно оказываются около опущенной в аквариум ловушки, мечутся по ней и, в конце концов, находят дырку, откуда исходит такой соблазнительный запах. Выбраться назад — уже не могут. Вынимай банку, и дело сделано!— И. Ванюшин, «У чехословацких аквариумистов»
Хотя анцистры и питаются обрастаниями на стёклах, камнях и листьях растений, помимо этого им надо обязательно давать корма растительного происхождения, личинок насекомых, червей. В условиях аквариума сомики-анцистры прекрасно поедают мотыля и трубочника, а также свежемороженых дафний и циклопов. Дополнительно в их рацион надо включать ошпаренные листья салата, крапивы.
Взрослые рыбы нуждаются в регулярном, не менее чем двукратном питании (один раз — в сумеречное вечернее время). Около 60 процентов суточного рациона по массе должны занимать разнообразные растительные корма.

## Разведение
Половозрелыми рыбки становятся в возрасте 8—12 месяцев.
Сомики-анцистры могут разводиться как в общих аквариумах, так и в отдельном нерестовике. На нерест производителей сажают парами или с дополнительной самкой. Наличие второго самца, даже в достаточно просторном аквариуме, не позволит аквариумисту получить потомство от этих сомов.
При размножении в общем аквариуме нерест стимулируется путём имитации сезона дождей в природе, то есть производится интенсивная подмена воды с усиленной аэрацией. Ежедневно должно заменяться от 30 до 50 процентов общего объёма воды с одновременным снижением температуры до 20—21 °C. Соленость воды рекомендуется снизить практически до нуля, карбонатная жесткость должна быть не выше 1° при общей жесткости 4—5°, рН 6,0—6,5. С целью повышения кислотности воды можно использовать торфяной экстракт или аналогичный ему препарат. Нерестятся рыбки в укрытиях, поэтому рекомендуется установить в водоём в вертикальном положении керамическую или пластмассовую трубку диаметром 25—35 мм, желательно темную и непрозрачную, и освободить от грунта не менее трети поверхности дна. Также возможно использование импровизированных укрытий: полых кирпичей, цветочных горшков с боковым отверстием и т. п.. Поблизости от укрытия рекомендуется разместить распылитель воздуха.
При размножении в нерестовике производится точно такая же подготовка. Самца отсаживают в подготовленный водоём за неделю до нереста.
Самец достаточно быстро занимает укрытие и начинает интенсивно чистить его внутреннюю поверхность своей присоской. Самка все это время находится рядом. К моменту, когда оба производителя готовы к нересту, она забирается в трубку и откладывает гроздь крупных, диаметром около 2—3 мм, ярко-жёлтых или оранжевых икринок, которые тут же оплодотворяет самец. После этого самка покидает укрытие, и её лучше сразу же убрать из нерестовика, поскольку самец нередко её гоняет.
В течение 5—6 дней самец охраняет икру, никого не подпуская к ней. Дополнительно он обмахивает икру плавниками, создавая приток свежей, богатой кислородом воды. Примерно на 6 сутки после нереста происходит выклев мальков размером до 5 мм с хорошо развитыми присосками и большими желточными мешками. Самца после этого убирают, а личинки через сутки-другие уже начнут выплывать из укрытия. Кормление мальков начинают по истечении 1—6 дней, когда желточный мешок заметно рассосётся.
Можно также инкубировать икру в отдельной ёмкости (не менее 10 литров), переместив её туда вместе с субстратом, на который отнерестились сомы. При таком способе необходима ежедневная замена около половины объёма воды на кипячёную. После выклева надо обязательно удалить из инкубатора погибших личинок, разлагающиеся икринки и добавить раствор противогрибковых препаратов.
Через 1—3 месяца производители готовы к повторному нересту. Продуктивность составляет порядка 100 икринок (по разным данным, колеблется от 50 до 300 штук) и полностью зависит от размера и возраста самки.

### Выращивание молоди
Мальков начинают кормить по мере рассасывания желточного мешка. В качестве стартового корма в основном используются науплии артемии и растительная паста.
Одна из схем кормления:
- 50 % рациона — науплии артемии;
- 25 % — ошпаренный измельчённый зелёный горошек;
- 25 % — ошпаренная измельчённая цветная капуста (или кольраби), добавленная из расчёта 1:1 к яичному омлету на молоке;
- на ночь личинкам оставлять готовые сухие корма.

Спустя 8 дней мальки должны иметь длину 12—14 мм.
С этого времени молодь постепенно переводят на рацион выростного периода:
- 40—50 % — свежие науплии артемии или декапсулированные яйца — до 40 процентов;
- 50 % — растительная пища (измельчённые ошпаренные листья салата, шпината, одуванчика и т. п.);
- через месяц в рацион можно добавить до 10 % белого хлеба или промытых и ошпаренных хлопьев «Геркулеса».

При благоприятных условиях личинки в возрасте 3—4 недель достигают размера 15—20 мм. К десятинедельному возрасту рыбки должны иметь длину около 30 мм.
Мальки моложе полугода нуждаются в постоянном присутствии пищи. С шестимесячного возраста и до взрослого состояния рыб надо кормить с интервалами не более трёх часов (на ночь на кормовых столиках оставляют трубочника, мотыля, энхитреусов).
Помимо правильного режима кормления, интенсивность роста мальков зависит от плотности посадки, объёма и температуры воды. Так, рекомендуется следующий температурный режим:
- от момента перехода на активное питание до месячного возраста — 27—28 °C;
- до полугода — 25—26 °C;
- после полугода — 22—24 °C.

Если планируется содержание в видовом аквариуме, с возраста 2—3 месяцев можно увеличить соленость воды до 1 промилле, поддерживая общую жесткость на уровне 8—10°. Это позволяет переводить анцистров на совместное содержание со многими африканскими цихлидами.
Показателем здоровья молоди считаются хорошие приросты живой массы и постоянный аппетит. Брюшко должно быть всегда округлым, окраска — немного темнее, чем у взрослых рыб. Из-за неправильного кормления рыб нарушается обмен веществ, о чём могут свидетельствовать: похудение и потеря аппетита, резкая потеря цвета, несвойственное виду поведение (верчение, кувыркание, плавание в вертикальной плоскости и т. п.). Использование объемистых разбухающих кормов растительного происхождения может вызывать у рыб вздутие кишечника, иногда заканчивающееся их гибелью. При появлении признаков недомогания рекомендуется заменить половину объёма воды аквариума на свежую более низкой (на 2—3°) температуры, усилить аэрацию и ток воды.

## Интересные факты
- Сомики-анцистры при определённых внешних факторах могут менять пол (впрочем, как и многие другие рыбы). Так, при длительном отсутствии в аквариуме особей мужского пола одна из самок может превратиться в самца со всеми присущими ему признаками и качествами (и возможностью оплодотворять икру)[9]
- У анцистров отсутствует плавательный пузырь, и они не могут подолгу зависать в толще воды, как другие рыбы. Поэтому, для того, чтобы проплыть некоторое расстояние не цепляясь своим ртом-присоской за различные предметы, анцистры вынуждены активно работать плавниками.